# Ґаладріель
Ґаладріель — персонаж, створений Дж. Р. Р. Толкіном у легендаріумі Сильмариліон.
Ґаладріель була дочкою Фінарфіна, сестрою Фінрода Фелаґунда. Одна з провідниць повстання нолдорів проти валарів. Одружилася з Келеборном із Доріату й залишилася з ним у Середзем'ї після закінчення Першої Епохи. Берегиня Неньї — Персня Води — в Лотлоріені. Вона була королевою лісових ельфів, але сама походила з нолдорів і пам'ятала Час до часів у Валінорі, тож була наймогутнішою та найпрекраснішою з усіх ельфів, котрі залишилися у Середзем'ї.

## Опис
Ґаладріель була найпрекраснішою ельфійкою з дому Фінве; волосся її так виблискувало золотом, наче в його тенета спіймалося сяйво Лауреліни.
Семвайз Ґемджі у Володарі Перснів так описує Ґаладріель:
| ...Володарка прекрасна, пане! Чарівна! То вона як високе дерево у цвіту, то як білий нарцис, така маленька і витончена. Тверда, як діамант, ніжна, як місячне сяйво. Тепла, як сонячний промінь, холодна, як зірка. Горда і далека, як засніжена вершина, і весела, як сільська дівчина у вінку з ромашок навесні... |

## Родина
- Батько — Фінарфін, син Фінве.
- Мати — Еарвен.
- Чоловік — Келеборн.
- Дочка — Келебріан.
- Онуки — Елладан, Елрогір, Арвен.